# Tascalate
Le tascalate est une boisson chocolatée faite d'un mélange de chocolat, de pignons de pin broyés, de roucou, de vanille et de sucre que l'on trouve en particulier dans l’État de Chiapas au Mexique.
D'autres auteurs parlent de maïs, chocolat, noix et vanille.